# Amerykańska rapsodia
Amerykańska rapsodia (ang. An American Rhapsody) – amerykańsko-węgierski dramat obyczajowy z 2001 roku.
Węgierskie małżeństwo wyjeżdża z Węgier tylko ze swoją starszą córką Marią, młodszą, Zsuzsi, zostawiają na kilka lat na wsi. Dzięki Amerykańskiemu Czerwonemu Krzyżowi udaje im się sześcioletnią Zsuzsi sprowadzić do Stanów do ich domu w Kalifornii.
W wieku piętnastu lat Zsuzsi, nazywana w Ameryce Suzanne, buntuje się i postanawia wrócić na Węgry, aby odnaleźć rodzinę, która wychowywała ją przez sześć lat, oraz próbuje odkryć swoje prawdziwe "ja".

## Główne role
- Scarlett Johansson – Zsuzsi/Suzanne Sandor (15 lat)
- Nastassja Kinski – Margit Sandor
- Raffaella Bánsági – Zsuzsi (dziecko)
- Tony Goldwyn – Peter Sandor
- Ágnes Bánfalvy – Helen
- Zoltán Seress – George
- Władimir Maszkow – Frank

## Zdjęcia
Zdjęcia realizowane były na terenie Stanów Zjednoczonych (Los Angeles) i Węgier (Budapeszt).